# Ouvrage de Froideterre
Pour les articles homonymes, voir Froideterre.
L'ouvrage de Froideterre (Zwischenwerk Kalte Erde en allemand) est une fortification construite à la limite entre les communes de Fleury-devant-Douaumont et de Bras-sur-Meuse, au nord de Verdun.
Construit en 1887-1888 à l'extrémité sud-ouest de la côte de Froideterre, puis modernisé en 1902-1905, l'ouvrage était un des éléments de la place fortifiée de Verdun. Il servit de môle de résistance en 1916 pendant la bataille de Verdun, fut abondamment bombardé mais resta aux mains de sa garnison française. L'ouvrage est désormais abandonné par l'Armée française, mais ses dessus sont librement visitables.

## Construction
Dans les années 1880, le développement de nouveaux modèles d'obus explosifs (appelés « obus-torpilles ») capables de défoncer les maçonneries remet en question toutes les fortifications qui viennent d'être construites dans le cadre du système Séré de Rivières. En conséquence, il est décidé d'une part de disperser l'artillerie des forts dans de nombreuses batteries, d'autre part de renforcer les intervalles par de petits ouvrages d'infanterie. Autour de Verdun, 42 batteries et 15 ouvrages intermédiaires sont construits de 1885 à 1889, travaux accélérés par l'affaire Schnæbelé. L'intervalle entre les forts de Charny (sur la rive gauche de la Meuse) et le fort de Douaumont est ainsi complété avec les ouvrages de Froideterre et de Thiaumont, les deux construits en 1887-1888 sur la crête de la côte de Froideterre.
En 1900, un programme de modernisation des places fortifiées de l'Est de la France est décidé. Le petit ouvrage de Froideterre est bétonné de 1902 à 1905 et reçoit un armement digne d'un gros fort, comprenant une tourelle pour deux canons de 75 mm, une casemate de Bourges pour deux canons de même calibre, ainsi que deux tourelles de mitrailleuses. La casemate doit assurer par des tirs en flanquement l'interdiction de la vallée de la Meuse, vers l'ouest, tandis que la tourelle couvre toute la crête jusqu'à Douaumont, vers le nord-est. Cet armement est complété par une caserne de 60 mètres de long sur 16 de large, en maçonnerie recouverte de béton armé (voûte de 1,80 m d'épaisseur) et de terre (1,40 m), prévue pour 142 hommes couchés, avec cuisine, magasins de stockage, latrines et citernes d'eau. L'ensemble de 280 m sur 200 est entouré d'un fossé de dix mètres de large sur cinq de profondeur, comprenant une grille (2,5 m de haut) et un réseau de barbelés (de 20 m de large).

## Première Guerre mondiale

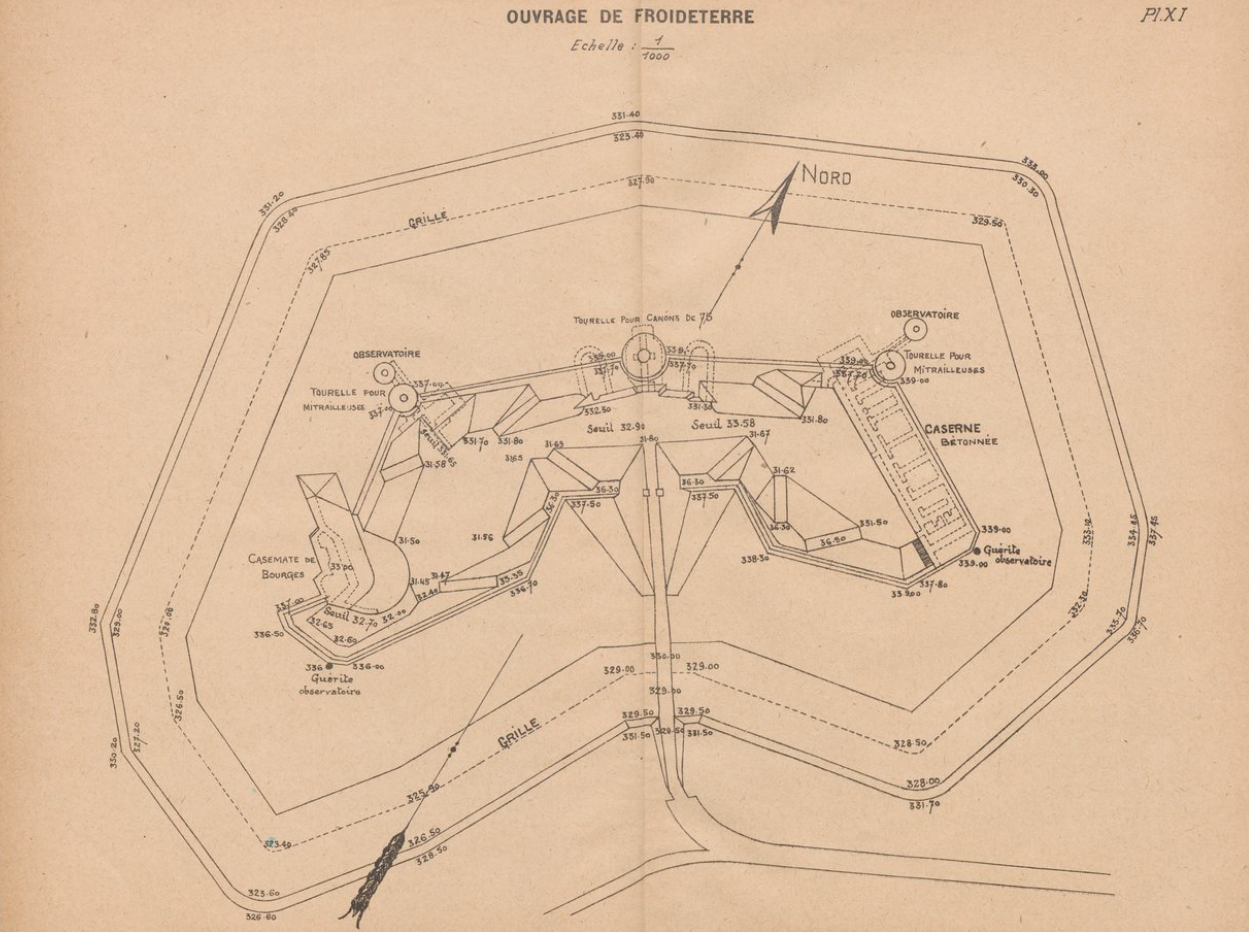
Plan de l'ouvrage : la casemate de Bourges et une tourelle de mitrailleuses à gauche (au sud-ouest), la tourelle de 75 mm au milieu en capitale, la seconde tourelle de mitrailleuses et le casernement bétonné à droite (au nord-est), l'entrée en bas (au sud-est), le tout entouré par des grilles et par le réseau de barbelés.

### Réarmé puis pilonné
Lors de la mobilisation d'août 1914, l'ouvrage et ses environs (trois batteries bétonnées, quatre abris d'infanterie et un abri-caverne) sont mis en état de défense : les garnisons sont portées à leur complet de guerre et des tranchées creusées dans les intervalles. À partir de la fin 1915, l'ouvrage est partiellement désarmé : les canons de la casemate de Bourges sont retirés, tandis que les tourelles n'ont presque plus de munitions.
En mars 1916, alors que l'offensive allemande se rapproche (les troupes allemandes prennent le fort de Douaumont dès le 25 février), la garnison est renforcée par une compagnie de mitrailleurs (huit mitrailleuses supplémentaires), tandis que les canons de la casemate sont remis en place. Ordre est donné de n'utiliser les tourelles et la casemate qu'en cas d'attaque adverse, pour éviter qu'elles ne soient repérées et détruites trop tôt. Les mitrailleuses sont placées dans les trois entrées de la caserne et celle de la tourelle d'artillerie, derrière des sacs de terre.
Les tirs d'artillerie allemands se concentrent particulièrement sur l'ouvrage à partir du 14 mai, le paroxysme étant le 23 juin : 2 270 obus sont comptés jusqu'au 24 juin. Du 305 mm et 380 mm tombèrent le 21 ; la voûte bétonnée du couloir de la caserne s'effondra sous un des coups, tuant cinq hommes et en blessant quatre autres. Les tranchées permettant de relier les différents organes sont à refaire chaque jour, d'où le projet dès le 31 mai de creuser des galeries. Les liaisons téléphoniques sont détruites, les citernes fissurées. Pendant la nuit du 22 au 23 juin, l'ouvrage reçoit plusieurs tirs d'obus lacrymogènes et d'asphyxiants. À l'aube, une série de barrages d'artillerie isole la fortification, tandis que des obus de gros calibre frappent dessus.

### L'assaut du 23 juin
Le 23 juin vers 8 h, la préparation d'artillerie cesse et peu après l'infanterie allemande est aperçue dans l'intervalle entre Froideterre et Thiaumont. Vers 10 h, les soldats du 10e régiment bavarois sont au pied du glacis : le commandant de l'ouvrage, le capitaine Dartigues (officier territorial d'artillerie, amputé d'une main), donne l'ordre de tirer à la tourelle de mitrailleuses de droite. Cette dernière se met en batterie, mais ne peut pivoter car elle est bloquée par des débris de béton et de la terre coincés dans les rainures. Les assaillants montent alors sur la caserne, lançant des grenades.
Le commandant envoie un coureur à travers la cour, transmettant à la tourelle d'artillerie d'agir : celle-ci sort et tire 116 boîtes à mitraille (toute sa dotation) autour d'elle avant de s'éclipser. La mitrailleuse de l'entrée de la tourelle arrose quant à elle droit devant : les assaillants survivants se terrent ensuite dans des trous. Vers midi, l'infanterie française arrivent en contre-attaque, dégageant l'ouvrage et faisant quelques prisonniers.

### Harcèlement
Dès le 24 juin, les tirs de destruction reprennent, principalement jusqu'en septembre. Le premier jour, un obus explose sur la cloche d'observatoire où se trouve le capitaine Dartigues, d'où son évacuation les tympans rompus et son remplacement par le capitaine Motte (du 131e RI). Un gros obus coince temporairement la tourelle de mitrailleuses de gauche ; un autre met hors service pour une semaine celle de droite. Le 26 juillet, la tourelle de droite reçoit un obus (peut-être de 305 mm) qui la défonce. Les tirs de harcèlement se poursuivent jusqu'en 1917. De 1916 à 1917, un total d'environ 30 à 40 000 obus sont reçus sur l'ouvrage.
Pour pouvoir se déplacer entre la casemate, la tourelle d'artillerie et la caserne, une galerie est lentement creusée à dix-douze mètres de profondeur, atteignant une longueur totale de 480 mètres et reliée aux organes de surface par des puits. Une issue de secours vers le sud-ouest n'est pas terminée. Des abris pour la garnison ainsi qu'une citerne y sont aménagés ; l'éclairage et la ventilation sont assurés par de petits groupes électrogènes. En octobre-novembre 1917, la voûte bétonnée du couloir de la caserne, la casemate de Bourges et les tourelles sont remises en état.

## État actuel
L'ouvrage a été déclassé par les militaires après la Seconde Guerre mondiale et laissé à l'abandon, rapidement envahi par la végétation. La mise en valeur touristique date des années 1970, par l'Office national des forêts. Les visiteurs peuvent désormais accéder librement aux dessus de l'ouvrage, les abords étant en partie déboisés et un accès routier aménagé avec un petit parking dans la cour. Le fossé a été bouleversé par les bombardements, le terrain gazonné est parsemé de trous d'obus, la grille et le réseau de barbelés totalement explosés. Les tourelles sont encore en place, celle d'artillerie avec ses tubes, la peinture cachant un peu la rouille. Les marques de nombreux impacts de projectiles sont visibles sur les cuirassements.
Les intérieurs sont en mauvais état, non sécurisés et interdits d'accès. Des chauves-souris se sont installées pour hiberner dans les galeries souterraines (elles ont été bétonnées en 1931-1933 pour éviter leur effondrement), d'où la protection du réseau de galeries comme « milieu cavernicole artificiel » par le Conservatoire des espaces naturels lorrains.

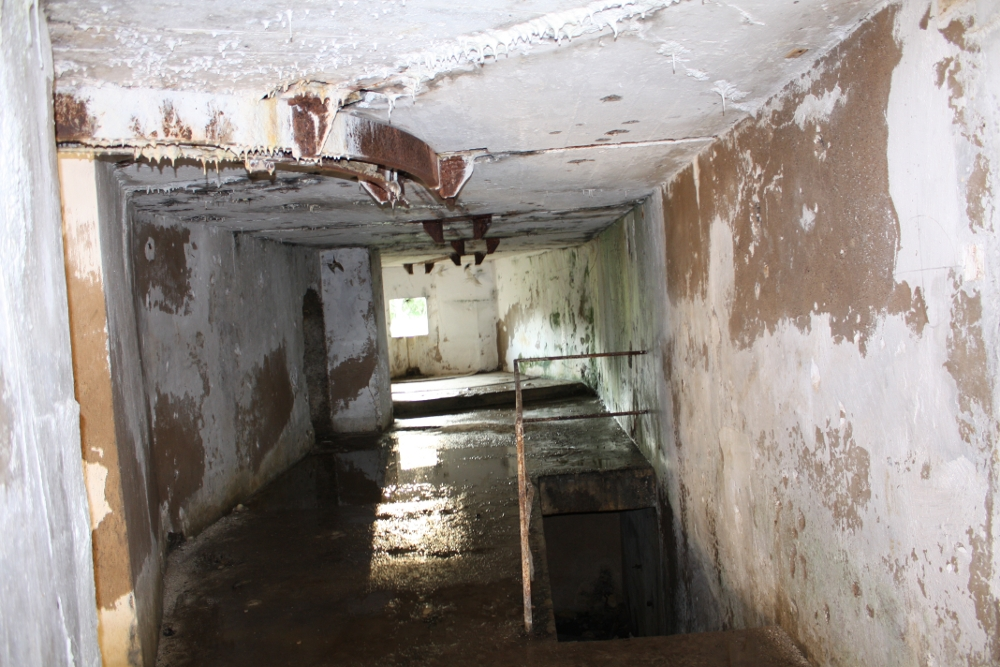
L'intérieur de la casemate de Bourges.
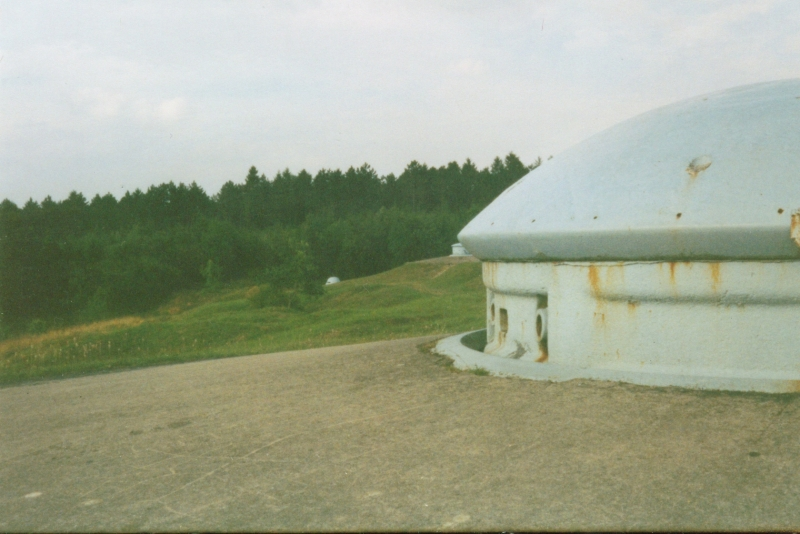
La tourelle pour deux canons de 75 mm, en position de batterie (elle peut s'éclipser).